# (10213) Koukolík
10213 Koukolík – planetoida z pasa głównego asteroid okrążająca Słońce w ciągu 3 lat i 292 dni w średniej odległości 2,43 j.a. Została odkryta 10 września 1997 roku w Obserwatorium Kleť. Przed nadaniem nazwy planetoida nosiła oznaczenie tymczasowe (10213) 1997 RK7.